# Теодор Ватаци
Теодор Ватаций или Теодор Ватаци (на гръцки: Θεόδωρος Βατάτζης; Theodoros Batatzes; † пр. 1166) е византийски пълководец от XII век, зет на византийския император Йоан II Комнин (упр. 1118 – 1143).
Той произлиза от византийската офицерска фамилия Ватаци. При император Мануил I Комнин (упр. 1143 – 1180) Ватаций е деспот на Киликия.
Теодор Ватаций се жени около 1131 г. за византийската принцеса Евдокия Комнина (* ок. 1116), най-малката дъщеря на византийския император Йоан II Комнин и на съпругата му – унгарската принцеса Ирина. Евдокия е по-малка сестра на император Мануил I Комнин. Вероятно за женитбата той получава титлата сееастоипертат.
Теодор Ватаций и Евдокия имат четирима сина и две дъщери:
- Йоан Комнин Ватаци (*ок. 1132 – † 1185) – велик доместик, спечелил голяма победа над селджукските турци в битката при Йелион и Лимохир в Мала Азия, а по-късно въстанал срещу Андроник I Комнин;[3]
- Андроник Комнин Ватаци (*ок. 1133 - † 1176) – убит от селджукските турци при обсадата на Никсар (Неокесарея) през 1176 г., когато предвожда поход срещу Амасия[4]; запазен е негов печат с надпис „Андроник Комнин, син на Евдокия, издънка от багренороден корен, племенник на император Мануил, син на Теодор Ватаций“, датиран към 1163 г.;
- дъщеря, вероятно Анна Комнина (*ок. 1126 – след 1186), която била омъжена за Никифор Синадин, а после и за Алексий Врана;[5]
- Теодора Комнина Ватацина (*ок. 1137 – † след 1185) – омъжила се за дипломата и пълководец Никифор Халуфий; била известна с красотата си и станала любовница на вуйчо си Мануил I, на когото родила незаконен син;[6]
- Исак Комнин Ватаци (*ок. 1139) – известен единствено от един епиталамий, съставен около 1158 г. по повод на сватбата му с Ирина Комнина, която била правнучка на севастократор Исак Комнин.[7]
- Алексий Комнин Ватаци (* ок. 1140 – † след март 1160 г.) – около 1158 г. се оженил за Мария Пигонитиса; баща е на севастократор Исак Комнин.[8]

По нареждане на император Мануил I той е командир на войска при множество военни операции на Балканите и в Мала Азия. През 1150/1151 г. Теодор ръководи обсадата на окупирания от унгарците Земун при сливането на Сава и Дунав в тема Сирмион. Защитниците на града капитулират, понеже не пристига обещаната от унгарския крал Геза II помощ. През 1158 г. Ватаций придружава императора в похода му против малоарменския княз Торос II, който се отцепва от Византия. Той успява да превземе важния пристанищен град Тарс.
Не е известно как и кога е умрял.